# نورمان مكاتي
نورمان مكاتي هو لاعب هوكي الجليد كندي، ولد في 28 يونيو 1921 في ستراتفورد في كندا، وتوفي في 25 أغسطس 2010.

## وصلات خارجية
- نورمان مكاتي على موقع دوري الهوكي الوطني (الإنجليزية)
- نورمان مكاتي على موقع قاعة مشاهير الهوكي (لاعب أن.إتش.أل) (الإنجليزية)
- نورمان مكاتي على موقع EliteProspects.com (الإنجليزية)
- نورمان مكاتي على موقع HockeyDB.com (الإنجليزية)
- نورمان مكاتي على موقع Hockey-Reference.com (الإنجليزية)